# Auxerre
Auxerre je francuski grad iz pokrajine Bourgogne (Burgundija) u sjeverno-središnjoj Francuskoj između Pariza i Dijona. Glavni je grad departmana Yonne.
Auxerre danas ima oko 45.000 stanovnika koji ga nazivaju Auxerrois. Šire područje grada i njegova okolica broje oko 85.000 stanovnika.
To je trgovačko i industrijsko središte koje obuhvaća prehrambenu industriju, proizvodnju baterija i obradu drva. Auxerre je također svjetski poznat po vinu koje se proizvodi u susjedstvu, uključujući poznato vino Chablis.

## Povijest
Auxerre je u povijesti bio napredni galsko-britanski centar, Antissiodorum kroz koji je prolazila jedna od glavnih prometnica na tome području - Via Agripa (1. st.). 
U 3. stoljeću grad postaje sjedište biskupa i glavni pokrajinski grad Rimskog Carstva. Gradska katedrala izgrađena je u 5. stoljeću. U kasnom dijelu 11. stoljeća i 12. stoljeću feudalni grofovi od Auxerrea unutar gradskih zidina dali su izgraditi novu liniju zidova.
Buržujske aktivnosti uz tradicionalnu obradu zemlje i proizvodnju vina započinju u 12. stoljeću kada započinje i razvoj grada. Burgundijski grad ušao je u sastav Francuske za vrijeme kralja Luja XI. Auxerre je mnogo pretrpio tokom Stogodišnjeg rata kao i mnogih vjerskih ratova. 1567. zarobili su ga francuski protestanti (kalvinisti) te su mnoga katolička zdanja bila oštećena. 
Srednjovjekovne zidine srušene su u 18. stoljeću. 
Brojna teška infrastruktura izgrađena je u 19. stoljeću, uključujući željeznički kolodvor, psihijatrijsku bolnicu i sudove. 1995. godine grad se naziva "Gradom umjetnosti i povijesti".

## Gradske znamenitosti
- Katedrala sv. Étiennea (11. – 16. st.) - katedrala je izgrađena u gotičkom stilu te je poznata po trima vratima s izvanrednim reljefima. Obojena stakla na prozorima i kapeli smatraju se među najboljima u Francuskoj.
- Opatija sv. Germana postoji od 9. stoljeća. Kripta sadrži neke od najvažnijih antičkih fresaka u Francuskoj. U kući je i pokopan biskup od Auxerrea. Također, zanimljivi su soba (12. st.), podrum (14. st.) i klaustar (17. stoljeće|17. st.).
- Toranj sa satom - nalazi se u starom dijelu grada.
- Crkva sv. Pierrea en Vallé (17. – 18. st.) - crkva izgrađena u stilu kasne gotičke arhitekture. Toranj joj je sličan onome iz katedrale. Neke crkvene ukrase i unutarnju kapelicu financirali su mjesni vinogradari.
- Crkva sv. Eusèbea - izgrađena je u 7. stoljeću. Obnovljena je u 13. stoljeću, a toranj je izgrađen u romaničkom stilu.
- Prirodoslovni muzej.

## Zanimljivosti
- U sportskom smislu, Auxerre je poznat po nogometnom klubu AJ Auxerre.
- Iz Auxerrea i njegove okolice dolaze odlična lokalna vina kao Chablis, Saint-Bris-le-Vineux i Irancy.
- Auxerre je tipičan i prosječni francuski grad kojeg je birački institut proglasio "prosječnim francuskim gradom".

## Poznate ličnosti
Uz grad Auxerre vezane su mnoge poznate ličnosti, bilo da su ovdje rođene ili da su ovdje djelovale ili pak studirale. Neki od poznatijih stanovnika Auxerrea su:
- Sv. Helladius (umro 387.) - biskup Auxerrea.
- Sv. Patrik (5. st.) - irski svetac i apostol Irske, posjetio je biskupa Germana od Auxerrea. Možda je studirao u Auxerreu.
- Jean Baptiste Joseph Fourier, (1769. – 1830.) - francuski matematičar, eksperimentalni fizičar i političar. Rođen je u Auxerreu.
- Théodore Frédéric Gaillardet, (1808. – 1882.) - francuski novinar i izdavač novina rođen je u Auxerreu. U New Yorku je izdavao je novine "Courrier des États-Unis" na francuskom jeziku. Bio je gradonačelnik francuskog grada Plessis-Bouchard.
- Carol Ficatier (1958.) - Playboyjeva zečica u izdanju iz prosinca 1985.

## Gradovi prijatelji
| - Greve in Chianti, Italija - Płock, Poljska - Redditch, Velika Britanija - Roscoff, Francuska |  | - Saint-Amarin, Francuska - Varaždin, Hrvatska - Worms, Njemačka |